# 三国志戦姫
『三国志戦姫〜乱世に舞う乙女たち〜』（さんごくしせんひめ らんせにまうおとめたち）は、DMM GAMESより配信されていたカードバトルRPGタイプのスマートフォン向けゲームアプリ。略称はさんひめ。サービス期間は2013年9月2日 - 2019年3月25日。基本プレイ無料（アイテム課金制）。成人向けバージョンとしてブラウザゲーム『娘々三国志』（にゃんにゃんさんごくし）も配信されていた。

## ゲームシステム
プレイヤーは三国の中から1国を選択し、武将を集めながら三国志演義を元にした物語を進めていく。他のプレイヤーと義勇軍を組みながら、天下統一戦や選抜戦の勝利を目指す。
三国
| 国           | 武将             | 特徴   |
| ------------ | ---------------- | ------ |
| 魏（ぎ）     | 曹操（そうそう） | 天の時 |
| 呉（ご）     | 孫権（そんけん） | 地の利 |
| 蜀（しょく） | 劉備（りゅうび） | 人の和 |

ステータス
| 項目       | 概要                              |
| ---------- | --------------------------------- |
| 経験値     | 一定値に達するとLv上昇            |
| Lv         | 行動力が増えます                  |
| 行動力     | 物語の進行に必要な力              |
| 戦友       | 他のプレイヤーとの交流。挨拶pt2倍 |
| 武将数     | 武将の総数                        |
| 攻撃兵士数 | 各武将の攻撃兵士数                |
| 防御兵士数 | 各武将の防御兵士数                |
| 攻撃力     | 攻撃兵士、各武将から算出          |
| 防御力     | 防御兵士、各武将から算出          |

## プレイヤーバトル
天下統一戦
毎週日曜日に魏、呉、蜀の義勇軍で対戦。プレイヤー全員参加型。
選抜戦
毎日4回、他のプレイヤーとの義勇軍で対戦。リアルタイムチャットあり。

## コラボレーション
- 2015年12月21日よりテレビアニメ『新妹魔王の契約者 BURST』とのコラボミッションや新規にイラスト・ボイスを収録したカードが登場。